# 娜的拟壁钱
娜的拟壁钱（学名：Oecobius nadiae）为拟壁钱科拟壁钱属的动物。分布于阿富汗、俄罗斯以及中国大陆的新疆、四川等地，常生活于石下或建筑物的角隅处。该物种的模式产地在俄罗斯。